# Tamara de Lempicka
Pour les articles homonymes, voir Lempicka.
Tamara Łempicka [wɛmˈpit͡ska], connue sous le nom de « Tamara de Lempicka », née Tamara Rozalia Gurwik-Górska le 16 mai 1898 à Varsovie (Pologne, alors dans l'Empire russe) et morte le 18 mars 1980 à Cuernavaca (Mexique), est une artiste peintre polonaise de citoyenneté et de père russe, représentative du mouvement Art déco.

## Biographie

### Jeunesse
Fille de Boris Górski, un juif russe, et de Malvina Dekler, une juive polonaise, certains documents témoignent de son vrai nom de naissance : Tamara Rosa Hurwitz,,. Elle passe son enfance dans un milieu aisé et cultivé entre Saint-Pétersbourg, Varsovie et Lausanne. Tamara a un frère aîné, Stanczyk, et une jeune sœur, Adrienne. En 1914, elle est retenue par la guerre à Saint-Pétersbourg où elle s'inscrit à l'Académie des Beaux-Arts. Elle épouse en 1916 Tadeusz Łempicki (1888-1951), un jeune avocat polonais. Elle donne naissance à leur fille Marie-Christine (1916-1980) dite Kizette, épouse Foxhall.
La révolution d'Octobre bouleverse sa vie et, après un détour par Copenhague, elle gagne Paris.

### Formation et carrière à Paris
Elle y est recueillie par ses cousins qui l'ont précédée dans l'exil. Tamara de Lempicka commence alors avec beaucoup de ténacité une carrière de peintre, pour subvenir à ses besoins, son mari refusant de travailler,.
En 1920, à l'académie Ranson, elle reçoit l'enseignement de Maurice Denis et à l'académie de la Grande Chaumière, celle d'André Lhote,. C'est là qu'elle forge petit à petit son style qui, dans une synthèse inattendue de l'art maniériste de la Renaissance et du néo-cubisme, va correspondre parfaitement à la mode Art déco de son époque.
En 1923, elle expose au Salon d’Automne Perspective (ou Les deux amies), une toile très remarquée « représentant deux nus féminins dans une pose intime, tout à fait saphique, signée Lempitzky, on la prend alors pour un homme ». Son identité de femme n’est révélée qu'en 1925 lors de sa première exposition personnelle à Milan qui marque l'envol de sa carrière. C'est là qu'elle fait la connaissance de Gabriele D'Annunzio et de son entourage, aussi aristocratique qu'excentrique. Ce dernier, amoureux de la peintre, lui fait des avances qu'elle finit par refuser. En 1927, le vieil écrivain l'invite chez lui, au bord du Lac de Garde, pour qu’elle réalise son portrait.
De retour en France, elle divorce en 1928 puis participe pleinement à la vie artistique et mondaine parisienne où elle rencontre de nouveaux modèles : André Gide, Suzy Solidor, de riches industriels, des princes russes émigrés, etc. Ouvertement bisexuelle, elle assume publiquement ses nombreuses liaisons avec notamment des personnalités féminines comme Colette ou Suzy Solidor,.
Elle fait partie des 135 femmes soutenues et exposées par la Société des femmes artistes modernes créée en 1931 par la peintre Marie-Anne Camax-Zoegger.
En 1929, elle installe sa maison-atelier au no 7 de la rue Méchain, dans le 14e arrondissement de Paris, conçue par l'architecte Robert Mallet-Stevens,, décorée par Adrienne Gorska, sa sœur, et illuminée par Jean Perzel. Cet atelier fait partie en effet du seul immeuble d'habitat collectif conçu par Mallet-Stevens, dont le travail porte habituellement sur des villas et hôtels particuliers. Il est inscrit à l'inventaire supplémentaire des monuments historiques depuis 1984. Dans son atelier elle « reçoit ou travaille sans interruption sous l’effet de la cocaïne alors autorisée en usage privé ».
En 1928, appelée par Rufus Bush, un riche Américain qui lui a commandé le portrait de sa fiancée, Tamara de Lempicka fait son premier voyage à New York. Outre le portrait de commande, elle exécutera sur place plusieurs tableaux, dont des études de gratte-ciel. Elle expose simultanément en Pologne (médaille de bronze à l'exposition internationale de Poznań), à Paris (dans quatre salons et à la galerie Colette-Weil) et aux États-Unis (Carnegie Institute de Pittsburgh).

### Exil aux États-Unis
Elle connaît ensuite une crise morale et artistique qui provoque un ralentissement de sa production, puis elle se remarie, en 1933, avec le baron Raoul Kuffner de Dioszegh (hu) (1886-1961), l'un de ses premiers et plus riches mécènes. Fuyant les menaces de guerre, elle s'installe aux États-Unis en 1939 où elle fait trois expositions à New York et à San Francisco chez Paul Rheinardt et chez Julien Levy. Lorsque le baron Kuffner meurt en 1961, Tamara de Lempicka vend leur superbe appartement de East 57th Street ainsi que les œuvres d'art qu'il contient et part s'installer à Houston, près de sa fille.
Après-guerre, son œuvre tombe dans un profond oubli jusqu'à ce que la redécouverte de l'Art déco, dans les années 1970, fasse ressurgir son nom,.

### Dernières années au Mexique
En 1978, Tamara de Lempicka s'installe définitivement au Mexique, à Cuernavaca, où elle meurt le 18 mars 1980 après avoir offert certaines de ses toiles au Centre Pompidou. Ses cendres sont dispersées selon ses vœux sur le volcan Popocatepetl.

## Postérité
La chanteuse Madonna a rendu hommage à Tamara de Lempicka dans son clip vidéo Vogue ainsi que dans Open Your Heart avec la toile Andromède (L'Esclave). Elle inspire la chanteuse Florence Welch, les maisons de couture Louis Vuitton et Karl Lagerfeld. 

## Ses œuvres
Tamara de Lempicka occupe une place à part dans l'art du XXe siècle : malgré une production modeste (à peine 150 tableaux dans sa meilleure période, qu'on situe entre 1925 et 1935), ses œuvres évoquent et reflètent le style et la mode des années folles de l'entre-deux-guerres.
Avec une stylisation mêlant néo-cubisme et renaissance italienne, ses œuvres, principalement des portraits mondains et des nus monumentaux, se caractérisent par un modelé accentué, des couleurs vives mais dans une gamme restreinte, mises en valeur par des fonds gris ou noirs. La composition très resserrée s'inspire du cadrage cinématographique. Au début des années 1930, elle se tourne vers les sujets religieux. À partir de 1939, les natures mortes et les portraits de têtes de jeunes filles dominent.
Durant les années folles, elle valorise les femmes dans ses peintures dont elle ne vante pas uniquement la beauté, mais aussi l'émancipation acquise, dans la haute-société qu'elle fréquente, à la suite de la Première Guerre mondiale.

## Collections publiques
Beaucoup d’œuvres de Tamara de Lempicka sont encore dans des collections privées,, tel son fameux Autoportrait à la Bugatti verte de 1929 (en Suisse) ou plusieurs portraits de la Duchesse Romana de la Salle,,. On peut cependant voir certaines de ses œuvres dans les musées français, notamment au musée national d'Art moderne et au musée d'Arts de Nantes qui possèdent chacun sept tableaux.
- 1927 : Lassitude, musée national de Varsovie
- 1927 : Kizette en rose, musée d'Arts de Nantes[29]
- 1927 : Kizette au balcon, musée national d'Art moderne (Paris)[30]
- 1928 : M. Thadeus Lempicki, musée des Années Trente (Boulogne-Billancourt)[31]
- 1929 : La Communiante, musée national d'Art moderne (Paris)[32]
- 1929 : Saint-Moritz, musée des beaux-arts d'Orléans
- 1930 : Jeune fille en vert, musée national d'Art moderne (Paris)[33]
- 1930 : Sainte Thérèse d'Avila, musée Soumaya (Mexico)
- 1932 : Portrait du Baron Raoul Kuffner, musée national d'Art moderne (Paris)[34]
- 1933 : Portrait de Suzy Solidor, château Grimaldi (Cagnes-sur-Mer)[35]
- 1933 : La dormeuse, musée national d'Art moderne (Paris)
- 1935 : Les Arums, musée national d'Art moderne (Paris)[36]
- 1937 : Madone ronde, MUDO (Beauvais)[37]
- 1937 : Les Réfugiés, musée d'art et d'histoire de Saint-Denis
- 1939 : Jeune femme les bras croisés, Metropolitan Museum of Art (New York)[38]
- 1940 : La Fuite ou Quelque part en Europe, musée d'Arts de Nantes[39]
- 1941 : Nature morte aux œufs, Musée d'art moderne et contemporain de Saint-Étienne Métropole[40]
- 1945 : Le Turban orange II, musée d'art moderne André-Malraux (Le Havre)[41]
- 1949 : Coupe de raisins, musée national d'Art moderne (Paris)[42]
- 1952 : La femme au chapeau, Musée d'art moderne et contemporain de Saint-Étienne Métropole[43]

## Collections privées
- 1925 : Portrait du marquis Sommi
- 1927 : La Belle Rafaëla
- 1929 : Tamara en Bugatti verte

## Expositions
- de 1922 à 1950 : Salon d’Automne[44], Salon des indépendants[45]
- 1925 : Exposition internationale des arts décoratifs et industriels modernes[9],[46]
- 1925 : exposition personnelle, Bottega di Poesia, Milan[47]
- 1926, 30 et 31 : expositions personnelles, Galerie Colette Weil, Paris[9]
- 1929 : exposition Internationale des Beaux-Arts, Poznań, Pologne
- 1932, 1933, 1934, 1935, 1936 : Femmes Artistes Modernes (FAM), Théâtre Pigalle, Maison de France, Galerie Bernheim-Jeune[48]
- 1941, 42 : expositions personnelles, Julien Levy Gallery, New York et Los Angeles
- 1947 : Salon d'hiver, Paris, Quelque part en Europe
- 1957 : exposition personnelle, Galerie Sagittarius, Rome[44]
- 1961 : rétrospective, Galerie Ror-Volmar, à Paris, figuratif et abstrait
- 1966 : les années 25, Musée des Arts décoratifs[22]
- 1972 : rétrospective, Galerie du Luxembourg (Alain Blondel et Yves Plantin), Paris[49]
- 1980 : rétrospective, Seibu, Tokyo-Osaka, catalogue (préface par Germain Bazin)
- 1981 : rétrospective, Galerie Françoise-Blondel et Yves Plantin, Paris
- 1984 : exposition Tamara, Hollywood American Legion Post, Los Angeles[9]
- 1989 : rétrospective, Museo Nacional de Arte, Mexico
- 1991 : exposition Les années 20, l'âge des métropoles, Musée des beaux-arts de Montréal[50]
- 1992 : exposition Voices of Freedom : Polish Women Artists and Avant-Garde, National Museum of Women in the Art, Washington[51]
- 1994 : exposition Tamara de Lempicka, Tra eleganza e trasgressione, Accademia di Francia, Villa Medici, Rome
- 1994 : exposition Tamara de Lempicka, symbole d'élégance et de transgression, Musée des Beaux-Arts de Montréal[52]
- 1996 : rétrospective, Barry Friedman Ltd, New York
- 1997 : rétrospective, Musée des beaux-arts d'Hiroshima (catalogue par Alain Blondel)
- 2003 : exposition Art Deco 1910-1939, Victoria and Albert Museum, Londres[53]
- 2004 : exposition Tamara de Lempicka: Art Deco Icon, Royal Academy of Arts, Londres & Kunstforum Wien, Vienne[54]
- 2006 : rétrospective, Musée des Années Trente, Boulogne-Billancourt[55]
- 2006 : rétrospective, Palazzo Reale, Milan[56]
- 2007 : rétrospective, Fundación CaixaGalicia, Vigo
- 2009 : rétrospective, Museo del Palacio de Bellas Artes, Mexico[57]
- 2011 : exposition Tamara de Lempicka, la Regina del Moderno, Complesso del Vittoriano, Rome[58]
- 2013 : exposition Tamara de Lempicka, la Reine de l'Art déco, Pinacothèque de Paris[59]
- 2015 : exposition Tamara de Lempicka, Dandy déco, Palazzo Chiablese, Turin[44]
- 2022 : exposition Pionnières, Musée du Luxembourg, Paris[60]
- 2023 : exposition Le Paris de la modernité (1905-1925), Petit Palais, Paris[61].

## Prix
- 1929 : médaille de bronze à l'Exposition internationale de Poznań, Pologne[19]

## Iconographie
- Willy Maywald, Tamara de Lempicka dans son atelier, 7 rue Méchain, Paris XIVe, 1949, photographie[62]

## Documentaires
- Sylvie Kürsten, Tamara de Lempicka, la reine de l'art déco, ARTE, Allemagne, 2022 ;
- The True Story of Tamara De Lempicka & the Art of Survival est en post-production en 2024[63].

## Théâtre
- 1984-1993 : Tamara (play) (en), jouée à Hollywood pendant 9 ans [64] ;
- 2005 : Deco diva, Kara Wilson, one-woman show[9]
- 2024 : Lempicka : The Musical, Eden Espinosa, production à Broadway[63].